# Салов Геннадій В'ячеславович
Геннадій В'ячеславович Салов (11 лютого 1960, Москва) — радянський і російський футболіст, який виступав на позиції захисника. У радянській вищій лізі зіграв один матч. Переможець юніорського турніру УЄФА 1978 року, срібний призер молодіжного чемпіонату світу 1979 року. Майстер спорту СРСР (1978).

## Клубна кар'єра
Вихованець московської Футбольної школи молоді. У 1977 році перейшов у дубль московського «Торпедо». За основний склад автозаводців провів один матч у чемпіонаті країни — 25 листопада 1979 в останньому турі сезону проти донецького «Шахтаря». Також взяв участь у двох кубкових матчах у 1980 році.
У 1981 році перейшов у Калінінську «Волгу», а восени того ж року виступав за дубль московського «Спартака». У 1982—1983 роках проходив армійську службу в смоленській «Іскрі». Протягом чотирьох років виступав у першій лізі за «Кузбас», потім у нижчих дивізіонах — за «Зоркий» та «Сахалін».
1991 року перейшов до чехословацького клубу вищого дивізіону ДАК (Дунайська-Стреда), провів за нього 14 матчів. Наступного сезону виступав у третьому дивізіоні за «Габчиково» та став переможцем турніру. Обидва клуби представляли словацьку частину ЧССР. Повернувшись до Росії, футболіст виступав у нижчих дивізіонах за команди Москви та області.
У 1978 році був у складі збірної СРСР, яка здобула перемогу в неофіційному юніорському чемпіонаті Європи, у фінальному матчі не грав. У 1979 році у складі молодіжної збірної СРСР став срібним призером молодіжного чемпіонату світу.

## Виступи за збірні
Виступав за команду ветеранів Торпедо.

## Тренерська кар'єра
З 1995 року працював дитячим тренером у ФШМ та «ФШМ-Торпедо», ДЮСШ «Строгіно», у дитячих командах «Лужники» та «Росич». Також очолював кілька аматорських команд. У першій половині 2002 року працював із клубом «Рибінськ», який виступав у другому дивізіоні.

## Особисте життя
Син Євген (1984) теж був футболістом, згодом — дитячий тренер.

## Титули і досягнення
- Чемпіон Європи (U-18): 1978